# Discours sur les sciences et les arts

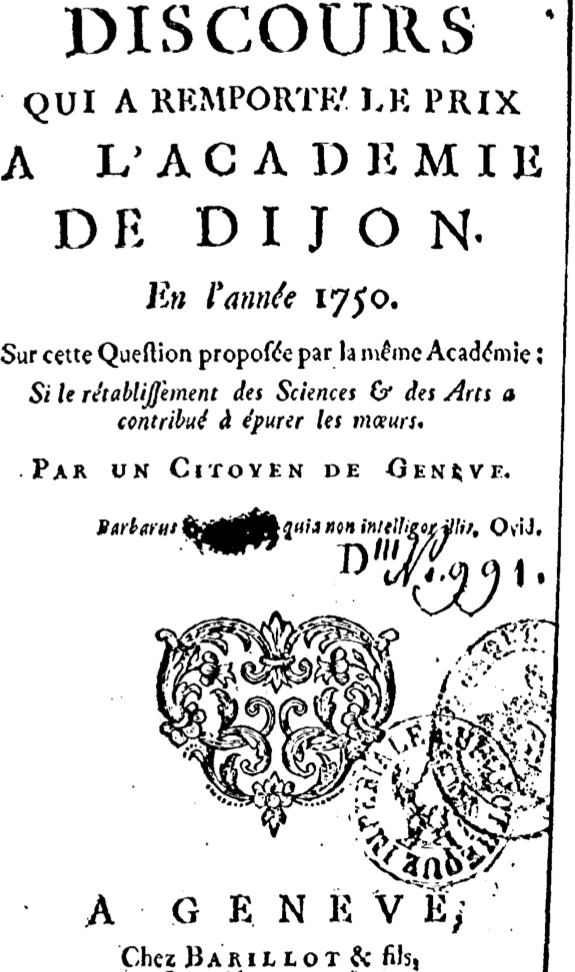
Discours sur les sciences et les arts

Discours sur les sciences et les arts (Vertoog over kunst en wetenschap) is een werk uit 1750, geschreven door Jean-Jacques Rousseau. Daarin betoogt hij dat kunst en wetenschap de menselijke moraal corrumpeerden. Het was zijn eerste succesvolle filosofische werk dat gepubliceerd werd en het eerste werk waarin hij zijn gedachten over natuur versus samenleving ontwikkelde. De rest van zijn intellectuele leven zou hij aan dit thema besteden. Het boek wordt beschouwd als een van zijn belangrijkste werken.

## Beschrijving
Rousseau schreef het Discours naar aanleiding een advertentie die verscheen in een editie (1749) van het tijdscrift Mercure de France, waarin de Académie des Sciences, Arts et Belles-Lettres de Dijon een prijs uitloofde voor een opstel dat antwoord zou geven op de vraag: Heeft de voortuitgang van de wetenschappen en kunsten bijgedragen aan een hogere moraal? Volgens Rousseau: Op het moment dat ik dit had gelezen, zag ik een geheel ander universum voor mij en ik werd een ander mens. Hij ontwikkelde een gedachtegang die hij de rest van zijn leven zou blijven uitdragen, namelijk dat de ontwikkeling in beschaving een vernietigende invloed op de mens had. Hij won de eerste prijs in genoemde wedstrijd; dit was het begin van een loopbaan als beroemd filosoof, naast die als componist van enkele - in zijn tijd zeer beroemde - opera's [o.m. "Le devin du village" (1754)].
De theorie van Rousseau was controversieel en er kwamen veel reacties op. Jules Lemaître noemde de theorie van Rousseau een van de sterkste bewijzen van de stompzinnigheid van de mensheid. De schrijver zelf beantwoordde vijf critici in de twee jaar nadat hij de prijs had gewonnen. Onder deze vijf antwoorden waren brieven gericht aan Stanislaus Leszczyński, koning van Polen, Guillaume Thomas François Raynal en M. Charles Bordes. De reacties op zijn theorie gaven hem helderheid met betrekking tot de zuiverheid ervan en hij begon een thema te ontwikkelen, dat hij verder uitwerkte in zijn geschrift Discours sur l'origine et les fondements de l'inégalité parmi les hommes, eveneens naar aanleiding van een prijsvraag die was uitgeschreven door de Academie in Dijon; deze won hij echter niet. Misbruik van de kunst en wetenschappen zou volgens hem de mensheid, die van nature goed was, leiden tot verderf. Met name een overdadige levenswijze en de politiek werden door Rousseau gezien als bijzonder schadelijk. Hij had later enigszins ambivalente gevoelens over zijn eerste geschrift; in een brief beschreef hij het als zijn belangrijkste geschrift en slechts een van de drie, waarin hij zijn filosofische theorie had ontwikkeld (de anderen waren Discours sur l'origine et les fondements de l'inégalité parmi les hommes en Émile, ou De l’éducation). Bij een andere gelegenheid kwalificeerde hij zijn eersteling echter als op zijn best gemiddeld.
Projet concernant de nouveaux signes pour la musique · Dissertation sur la musique moderne  · Discours sur les sciences et les arts · Discours sur la vertu du héros · Le devin du village · Narcisse ou l'Amant de lui-même · Discours sur l'origine et les fondements de l'inégalité parmi les hommes · Examen de deux principes avancés par M. Rameau · Jugement du Projet de paix perpétuelle de Monsieur l'Abbé de Saint-Pierre · Lettres morales, écrites entre 1757 et 1758, publication posthume en 1888 · Lettre sur la providence · J.-J. Rousseau, Citoyen de Genève, à M. d'Alembert sur les spectacles · Julie, ou la nouvelle Héloïse · Émile, ou De l'éducation, dans lequel est inclus La profession de foi du vicaire savoyard au livre IV · Du contrat social · Lettres écrites de la montagne · Lettres sur la législation de la Corse · Considérations sur le gouvernement de Pologne · Pygmalion · Essai sur l'origine des langues · Projet de constitution pour la Corse · Edictionnaire de musique · Les Confessions · Dialogues, Rousseau juge de Jean-Jacques · Les Rêveries du promeneur solitaire · Émile et Sophie, ou les Solitaires